# Jékafo
Jékafo es una localidad y comuna del círculo de Dioila, región de Kulikoró, Malí. Su población era de 3.622 habitantes en 2009.